# Plaisance-du-Touch
Plaisance-du-Touch – miejscowość i gmina we Francji, w regionie Oksytania, w departamencie Górna Garonna.
Według danych na rok 1990 gminę zamieszkiwało 10 075 osób, a gęstość zaludnienia wynosiła 380 osób/km² (wśród 3020 gmin regionu Midi-Pireneje Plaisance-du-Touch plasuje się na 27. miejscu pod względem liczby ludności, natomiast pod względem powierzchni na miejscu 374.).